# Coelichneumon desinatorius
Coelichneumon desinatorius là một loài tò vò trong họ Ichneumonidae.